# Amenardes (inslagkrater)
Amenardes is een inslagkrater op Venus. Amenardes werd in 1991 genoemd naar de Oud-Egyptische Godsvrouw van Amon Amenirdis I.
De krater heeft een diameter van 27 kilometer en bevindt zich in het quadrangle Mead (V-21).